# Meir Pa’il

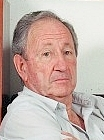
Meir Pa’il (2003)

Meir Pa’il (hebräisch מאיר פעיל; * 19. Juni 1926 in Jerusalem; † 15. September 2015 in Tel Aviv-Jaffa) war ein israelischer Offizier (Oberst), Militärhistoriker und Politiker (Moked und später Mehaney Smol LeYisrael).

## Leben
Meir Pa’il diente von Juli 1943 bis 1948 im Palmach der Hagana. Ab 1948 wurde er in die israelischen Verteidigungsstreitkräfte (Zahal) übernommen. Im Palästinakrieg war er Bataillonskommandeur in der Golani-Brigade und kämpfte nahe Rafah. Er studierte Geschichte und Nahoststudien an der Universität Tel Aviv und wurde im Fach Militärgeschichte promoviert. 1956 kämpfte er im Suez-Krieg als Kommandeur des 51. Battalions. Pa’il, der an der Eroberung Chan Yunis beteiligt war, wehrte sich gegen die Behauptung, es habe ein Massaker an Palästinensern gegeben. Die über 200 durch israelische Soldaten getöteten arabischen Zivilisten seien Kämpfer gewesen.
In der israelischen Armee stieg er bis zum Kommandeur einer Brigade auf. Er war Leiter einer Offiziersschule und der Abteilung für Militärtheorie im Generalstab. Zuletzt bekleidete er den Dienstgrad eines Obersten.
Meir Pa’il wandte sich neben und vor allem nach der militärischen Laufbahn der Politik zu. Er war Vorsitzender der linkssozialistisch-zionistischen Blau-Rot-Bewegung, die in der Knesset nicht vertreten war. Sie schloss sich am 25. Juli 1973 unter dem Namen Moked (hebräisch מוקד, wörtlich: Fokus) mit der Kommunistischen Partei (MAKI) zusammen, die mit Samuel Mikunis in der Knesset vertreten war. Bei den Wahlen zur 8. Knesset am 31. Dezember 1973 gewann Moked nur 1,4 Prozent der Stimmen und einen Sitz, den – nach dem Rücktritt von Mikunis – Meir Pa’il einnahm. Eine kleine Gruppe der Neuen Israelischen Linken (שמאל ישראלי חדש, Akronym: Siah), überwiegend Studenten, schloss sich Moked an.
Meir Pa’il wurde Vorsitzender der Moked und war von 1974 bis 1981 Abgeordneter der Knesset. Vor der Knesset-Wahl 1977 schlossen sich Meri und die Unabhängige Sozialistische Fraktion der Moked an. Die neue Partei Mehaney Smol LeYisrael (Linkes Lager Israels bzw. kurz Scheli als Akronym von Shalom LeYisrael – Frieden für Israel) errang bei den Wahlen zwei Sitze. Den einen Sitz nahm Meir Pa’il ein, den anderen bis 1979 Arje Eliav und ab 1979, gemäß der vor der Wahl vereinbarten Rotation, Uri Avnery. In der Knesset war Meir Pa’il Vorsitzender einer 1979 kurzzeitig tätigen Untersuchungskommission nach dem Brand eines Öltanks in En Kerem (יושב-ראש הוועדה המשותפת בנושא שריפת מכלית הדלק) und Mitglied des Bildungs- und Kulturausschusses, des Ausschusses für die Alijakomitees, des Ausschusses für Arbeit und Wohlfahrt sowie des Unterausschusses zur Bewertung schulischer Leistungen an Grundschulen.

## Auszeichnungen
- 1974: Yitzhak-Sadeh-Preis